# Томас Британский
То́мас Брита́нский — англо-нормандский поэт XII века, по-видимому, при дворе Генриха II Плантагенета и Элеоноры Аквитанской. Какие-либо биографические сведения о нем отсутствуют.
Томасу принадлежит наиболее ранняя из сохранившихся стихотворных версий рыцарского романа о Тристане и Изольде. К нему восходят большинство последующих версий: небольшая французская поэма «Тристан-юродивый» (по оксфордской рукописи), немецкий стихотворный роман Готфрида Страсбургского «Тристан» (продолженный Ульрихом фон Тюргеймом и Генрихом фон Фрейбергом), прозаическая норвежская сага монаха Роберта, английская поэма «Сэр Тристрем», наконец итальянские прозаические версии.
«Роман о Тристане» обнаруживает не преодоленное до конца, даже под пером ученого нормандского клирика, влияние изначального источника сюжета — пиктских, валлийских и ирландских народных легенд. Томас несомненно знал сочинения Васа и стремился приурочить легендарные события, о которых он рассказывал, к определенному историческому моменту (к тому VI веку, в котором предположительно жил король Артур).
Сохранившиеся фрагменты — это довольно короткие повествовательные части, стремительные диалоги и долгие монологи, в которых напряжение неизменно нарастает к их концу. Сменяющие друг друга, монологи эти складываются в горестный диалог Тристана и Изольды, который любовники как бы продолжают вести на расстоянии, вдали друг от друга, в преддверии новой встречи.
Роман Томаса обычно называют «куртуазной версией» легенды о Тристане и Изольде (в отличие от «простой» версии Беруля).
Томасу приписывают также поэму «Горн».